# 1912年4月17日の日食

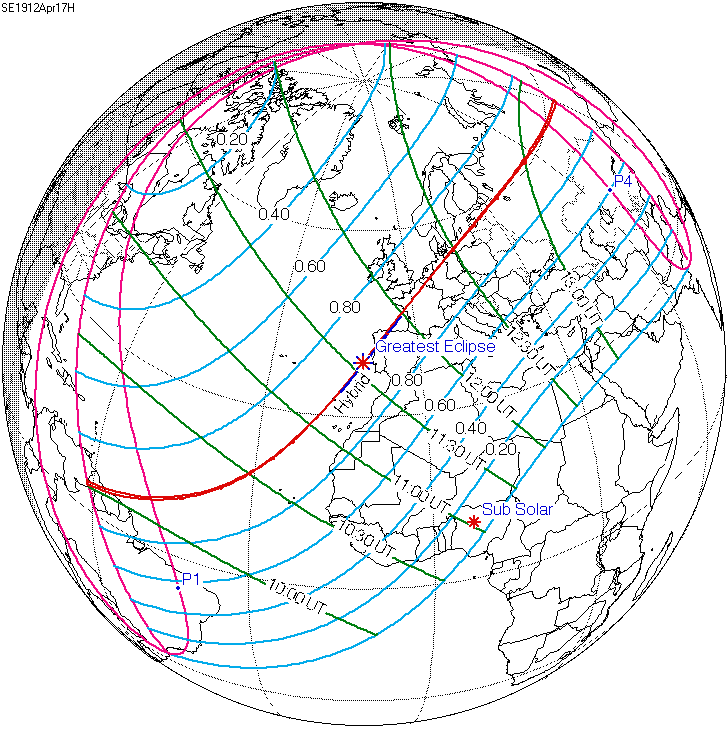

1912年4月17日の日食は、1912年4月17日に観測された日食である。種類は金環皆既日食であり、ベネズエラ、ブラジル、イギリス領ガイアナ、オランダ領ギアナ、ポルトガル領マデイラ諸島、フランス、ベルギー、オランダ、ドイツ、ロシア帝国で金環日食が観測され、ポルトガル、スペインで皆既日食が観測され、大西洋中北部の両岸からユーラシア大陸中西部までの範囲で部分日食が観測された。

## 通過した地域
この日食の金環皆既帯は最初金環食であり、途中で皆既食に変わり、最後再び金環食に変わった。最初の金環帯が通過したのはベネズエラ南東とブラジル最北端の国境地帯の小さい部分、イギリス領ガイアナ（現在のガイアナ）、オランダ領ギアナ（現在のスリナム）北西部、ポルトガル領マデイラ諸島のポルト・サント島東端で、途中の皆既帯が通過したのはポルトガル北部とスペイン北西部で、最後の金環帯が通過したのはフランス北部（首都パリ北西部の郊外を含む）、ベルギー、オランダ南東部、ドイツ帝国北部（現在のドイツに属する部分）、ロシア帝国（現在のラトビア北部、エストニア南部、ロシアの北西連邦管区南部からクラスノヤルスク地方南部まで）だった。
また、皆既日食と金環日食が見えなくても、部分日食が見えた地域はアメリカ大陸東部、ヨーロッパ全部、アフリカ西部と北部、アジア中西部だった。

## 観測

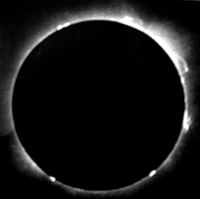
パリ天文台が気球で空中から観測した皆既日食（撮影者：カミーユ・フラマリオン）

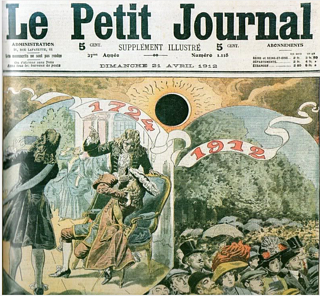
1912年4月21日付けのフランス新聞「ル・プチ・ジュルナル」のカバー（人々がこの日食とパリで見える前回の皆既日食である1724年5月22日の日食を見ている様子）

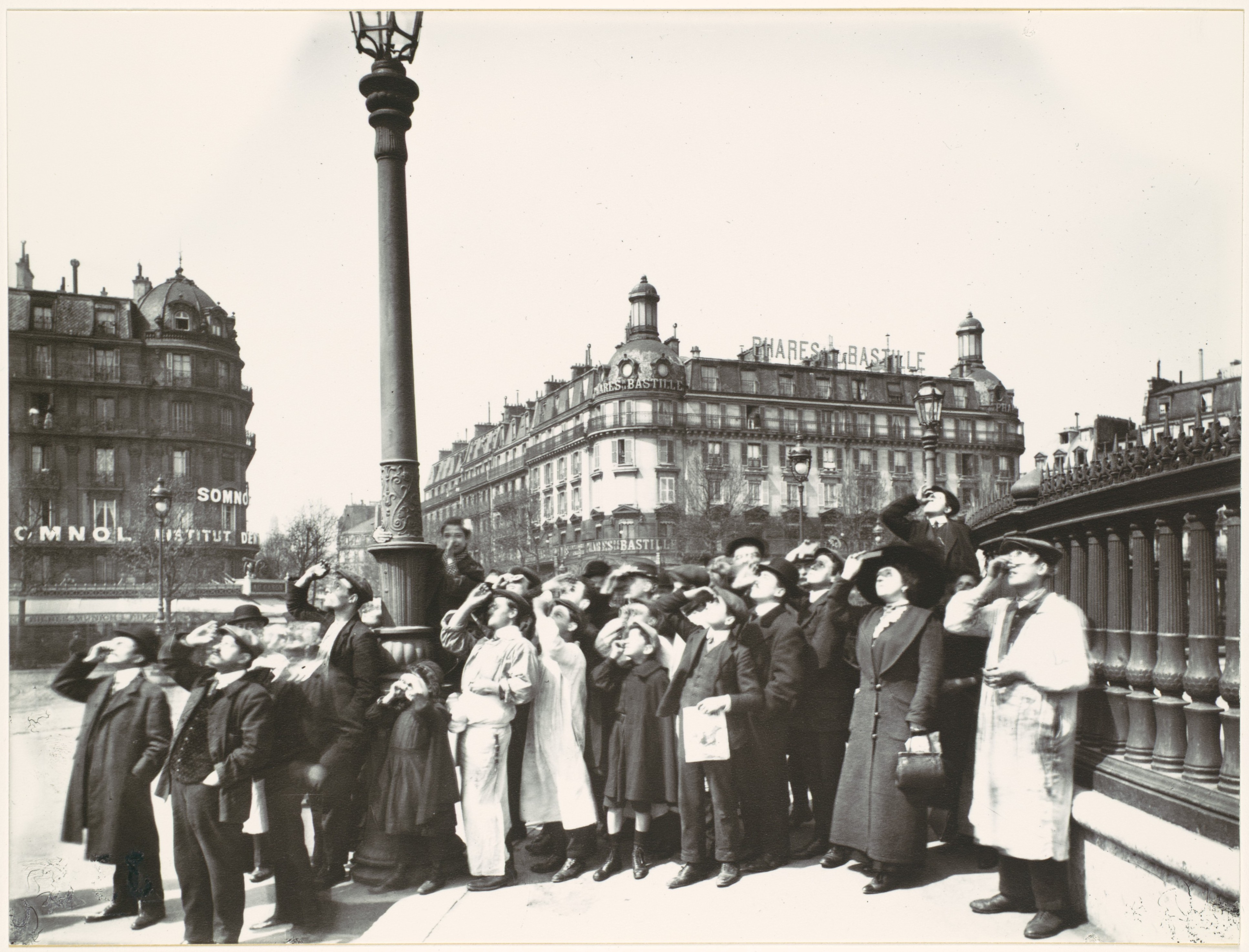
ウジェーヌ・アジェがパリで撮った写真

金環皆既日食は普通、月の本影のシャドウコーンの先端が地球表面に非常に近いため、皆既食または金環食のどちらかが見える地域から見ても、月と太陽の外周は非常に近い。月面の縁にある凹凸の山のため、普通の皆既日食より多いベイリー・ビーズが見え、この日食は地球の大きさと形と月面の外周の山を測定した良い機会だった。科学者はヨーロッパで100メートルごとに1人を配置し、本影の境界線の位置を測定した。
あとで発生した、この日食と同様に137番のサロス周期系列に属する1930年4月28日の金環皆既日食の時、科学者はアメリカのカリフォルニア州キャンプトンビル付近で似たような観測をした。同じサロス周期系列に属するその次の2回の金環日食も食分がかなり1に近く、似たような観測条件があり、科学者は1948年5月9日に日本礼文島で、1966年5月20日にギリシャとトルコで観測した。1925年1月24日の皆既日食もニューヨークでそのような観測があり、ただし137番サロス周期に属していなく、食分も1よりかなり大きかった。

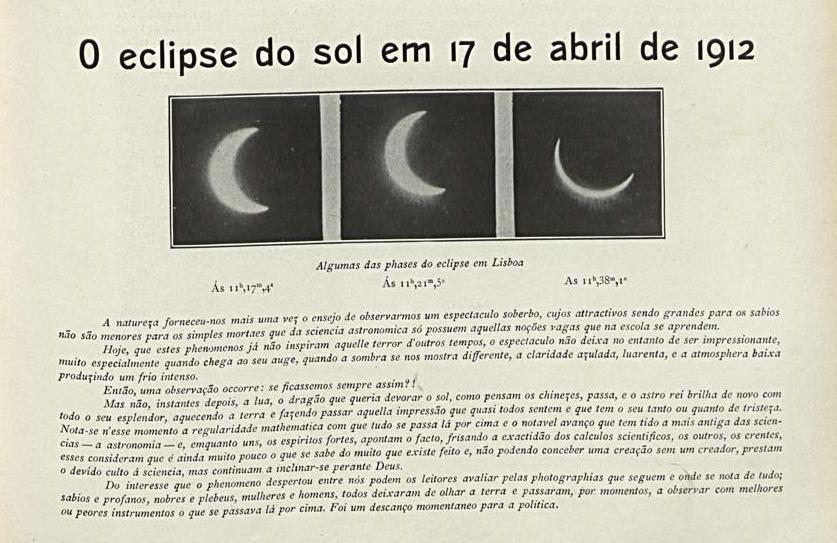
1912年5月1日付けのブラジル雑誌「ブラジル＝ポルトガル」（写真はリスボンで撮った）

また、1912年5月1日付けのブラジル雑誌「ブラジル＝ポルトガル」は部分日食の写真の下で簡単な社説が添付されていた。「その瞬間、上のすべてを支配する数学的規則性と、最も古い科学である天文学の著しい成果が満足されたことが分かる。篤信の信者はこの事実と科学計算がいかに精確であることを指摘しているが、他の信者は我々の把握できることがまだ一握りに過ぎないと思い、創造主がない設定を想像できず、科学に敬意を払いながら引き続き神の前にひざまずいている。読者は誰でも見えるこれらの写真を通じて、この現象がいかに人々の興味を惹いたことが判断できる。賢者と無神論者、貴族と庶民、女性と男性、誰も地上の問題に注意を払わず、しばらくの間、良い機械でも悪い機械でも、上に起こっていることを観察した。政治すら一瞬の休息を取った。」

## 逸話
この日食はタイタニック客船事故後わずか3日で、金環皆既帯が通過したヨーロッパとアメリカ大陸も客船の出発地と目的地であり、「タイタニック日食」とも呼ばれる。